# イシャク・ベルフォディル
イシャク・ベルフォディル（Ishak Belfodil, 1992年1月12日 - ）は、アルジェリア・モスタガネム県モスタガネム出身のサッカー選手。アゼルバイジャン・プレミアリーグ・サバフ所属。ポジションはフォワード（FW）。

## 経歴

### クラブ
2008年にオリンピック・リヨンの下部組織に入団。2009年にトップチームに昇格し、8月22日のAJオセール戦にてプロデビューを果たす。しかし、トップチームでは十分な出場機会を得られず、2012年1月31日にイタリアのボローニャFCへレンタル移籍した。
2012年6月30日にパルマFCへ250万ユーロで移籍し、9月2日のACキエーヴォ・ヴェローナ戦でプロ初ゴール。センターフォワード、セカンドトップ、ウイングと様々なポジションを器用にこなし、シーズン通算では8得点5アシストを記録した。

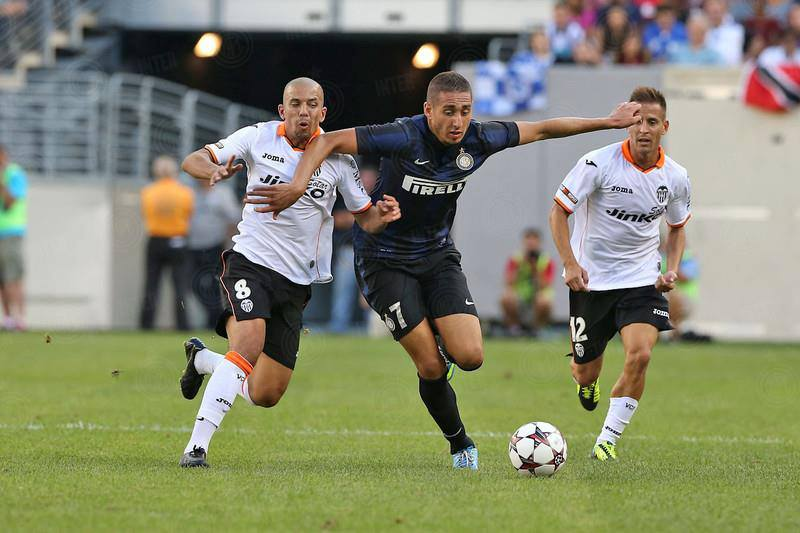
インテルでのベルフォディル

2013年7月、インテルナツィオナーレ・ミラノへの移籍が決定。アントニオ・カッサーノが取引の一部として盛り込まれている。背番号は当初18番だったが、エセキエル・スケロットの構想外を受けて7番に変更。しかし8試合の出場に留まり、2014年1月31日にASリヴォルノ・カルチョへレンタル移籍を果たした。半年後に行われる2014 FIFAワールドカップ出場を視野に入れた移籍であったが、17試合無得点に終わった。
2014年6月20日、かつて所属したパルマFCへの完全移籍が発表された。2015年5月6日、パルマFCとの契約解除が発表された。パルマの経営難により未払いとなっていた給料は受け取らない。
2018年5月24日、TSG1899ホッフェンハイムと2022年6月30日まで契約を締結した。
2021年8月23日、ヘルタ・ベルリンへ完全移籍することが発表された。
2022年8月21日、アル・ガラファに2年契約で移籍した。
2023年9月13日、サバフFKに2年契約で移籍した。

### 代表
各年代別のフランス代表に選出されたが、A代表では母国のアルジェリア代表を選択。2013年8月15日、ヴァイッド・ハリルホジッチ監督の下、親善試合のギニア代表戦で途中出場し国際Aマッチ初キャップを記録した。2015年3月30日のオマーンとの親善試合で、代表初得点を含む2ゴールを挙げた。

## 代表歴
- 2013年8月15日：国際Aマッチ初出場 vsギニア (Stade Mustapha Tchaker) [14]
- 2015年3月30日：国際Aマッチ初得点 vsオマーン (ジャシム・ビン・ハマド・スタジアム)[15]

### 出場大会
- U-17フランス代表
  - 2009年：UEFA U-17欧州選手権2009
- U-19フランス代表
  - 2010年 - 2011年：UEFA U-19欧州選手権2011 予選
- アルジェリア代表
  - 2013年：2014 FIFAワールドカップ・アフリカ予選
  - 2014年：アフリカネイションズカップ2015予選
  - 2015年：アフリカネイションズカップ2015
  - 2015年 - ：アフリカネイションズカップ2017予選

### 試合数
- 国際Aマッチ 17試合 2得点 (2013年 - )

| アルジェリア代表 | 国際Aマッチ | 国際Aマッチ |
| 年               | 出場        | 得点        |
| ---------------- | ----------- | ----------- |
| 2013             | 2           | 0           |
| 2014             | 3           | 0           |
| 2015             | 8           | 2           |
| 通算             | 13          | 2           |